# Tom Yellin
Tom Yellin (Estados Unidos, 2 de janeiro de 1953) é um produtor de televisão e produtor cinematográfico americano. Como reconhecimento, foi nomeado ao Oscar 2016 na categoria de Melhor Documentário em Longa-metragem por Cartel Land.